# Oumar Kalabane
Oumar Kalabane (Conakry, 8 aprile 1981) è un ex calciatore guineano, di ruolo difensore.

## Palmarès

### Club

#### Competizioni nazionali
- Coppa di Lega tunisina: 1

Étoile du Sahel: 2005
- UAE Federation Cup: 1

Al Dhafra: 2011-2012

#### Competizioni internazionali
- Coppa delle Coppe d'Africa: 1

Étoile du Sahel: 2003